# Основна теорема теорії Галуа
Основна теорема теорії Галуа — у теорії полів теорема про властивості розширень Галуа.
Нехай {\displaystyle E\supset F} — скінченне розширення Галуа.
Основна теорема вказує взаємно-однозначну відповідність між множиною проміжних полів H виду {\displaystyle E\supset H\supset F} і множиною підгруп групи Галуа даного розширення. 

## Твердження теореми

### Відповідності Галуа
Нехай {\displaystyle E/F} — розширення поля і {\displaystyle \operatorname {Aut} (E/F)} — підгрупа автоморфізмів поля E, що залишають всі елементи підполя F нерухомими. Якщо {\displaystyle E\supset H\supset F} — деяке проміжне поле то можна ввести підгрупу:
{\displaystyle \Gamma (H):=\{\alpha \in \operatorname {Aut} (E)\;:\;\alpha (z)=z,\;\forall z\in H\}}.
Для будь-якої підгрупи D групи {\displaystyle \operatorname {Aut} (E/F)} можна ввести відповідне їй підполе:
{\displaystyle \Phi (D):=\{x\in E\;:\;\alpha (x)=x,\;\forall \alpha \in D\}}.
Тоді {\displaystyle \Gamma (H)} дійсно буде підгрупою для кожного проміжного поля і {\displaystyle \Phi (D)} буде проміжним підполем для кожної підгрупи {\displaystyle \operatorname {Aut} (E/F)}. До того ж завжди {\displaystyle H\subseteq \Phi (\Gamma (H))} і {\displaystyle D\subseteq \Gamma (\Phi (D))}. Основна теорема теорії Галуа стверджує, що для скінченних розширень Галуа ці включення є рівностями, тобто між проміжними полями і підгрупами групи Галуа є взаємно-однозначна відповідність.

### Твердження теореми
Нехай {\displaystyle E/F} — скінченне розширення Галуа. Тоді (з позначеннями як і вище):
- Для всіх проміжних полів {\displaystyle H=\Phi (\Gamma (H))} і для всіх підгруп групи Галуа {\displaystyle D=\Gamma (\Phi (D))}.

Також {\displaystyle |\Gamma (H)|=|E:H|} (степеню скінченного розширення) і {\displaystyle |\operatorname {Gal} (E/F)|/|\Gamma (H)|=|H:F|}.
Серед скінченних розширень розширення Галуа єдині, які задовольняють такі властивості, адже, наприклад, якщо для скінченного розширення {\displaystyle E/F} виконується рівність {\displaystyle F=\Phi (\operatorname {Gal} (E/F))}, то розширення є розширенням Галуа.
- Проміжне підполе {\displaystyle H} є нормальним розширенням поля {\displaystyle F} тоді і тільки тоді коли {\displaystyle \Gamma (H)} є нормальною підгрупою групи Галуа {\displaystyle \operatorname {Gal} (E/F)}. У цьому випадку група {\displaystyle \operatorname {Gal} (H/F)} є ізоморфною факторгрупі {\displaystyle \operatorname {Gal} (E/F)/\Gamma (H)}.

## Приклад 1

Ґратка підполів і відповідна ґратка підгруп

Розглянемо поле {\displaystyle \mathbb {Q} ({\sqrt {2}},{\sqrt {3}})}. Кожен його елемент можна записати у вигляді
{\displaystyle a+b{\sqrt {2}}+c{\sqrt {3}}+d({\sqrt {2}}\cdot {\sqrt {3}}),}
де a, b, c, d — раціональні числа. Розглянемо автоморфізм розширення {\displaystyle \mathbb {Q} ({\sqrt {2}},{\sqrt {3}})\supset \mathbb {Q} }, оскільки це розширення породжується {\displaystyle {\sqrt {2}}} і {\displaystyle {\sqrt {3}}}, будь-який автоморфізм однозначно визначається їх образами. Автоморфізм будь-якого розширення має тільки переставляти місцями корені многочлена над меншим полем, отже, в даному випадку всі можливі нетривіальні автоморфізми це перестановка {\displaystyle {\sqrt {2}}} і {\displaystyle -{\sqrt {2}}} (позначимо цей автоморфізм {\displaystyle f}), перестановка {\displaystyle {\sqrt {3}}} і {\displaystyle -{\sqrt {3}}} (автоморфізм {\displaystyle g}) і їх композиція {\displaystyle fg}. Більш точно, ці перетворення задаються наступним чином:
{\displaystyle f(a+b{\sqrt {2}}+c{\sqrt {3}}+d{\sqrt {6}})=a-b{\sqrt {2}}+c{\sqrt {3}}-d{\sqrt {6}}}
{\displaystyle g(a+b{\sqrt {2}}+c{\sqrt {3}}+d{\sqrt {6}})=a+b{\sqrt {2}}-c{\sqrt {3}}-d{\sqrt {6}}}
Очевидно, що ці відображення є бієктивними і переводять суму в суму, отже, для перевірки рівності {\displaystyle f(ab)=f(a)\cdot f(b)} досить перевірити його на парах базисних елементів, що також тривіально. Таким чином, група Галуа даного розширення — 4-група Клейна:
{\displaystyle G=\{1,f,g,fg\}}
Вона має три нетривіальні підгрупи:
- Автоморфізми з підгрупи {1, f} фіксують елементи проміжного поля {\displaystyle \mathbb {Q} ({\sqrt {3}})}.
- Автоморфізми з {1, g} фіксують {\displaystyle \mathbb {Q} ({\sqrt {2}})}.
- Автоморфізми з {1, fg} фіксують {\displaystyle \mathbb {Q} ({\sqrt {6}})}.

## Приклад 2

Ґратка підгруп і підполів

У цьому прикладі група Галуа не є комутативною.
Розглянемо поле розкладу K многочлена {\displaystyle x^{3}-2} над {\displaystyle \mathbb {Q} ;} тобто, {\displaystyle K=\mathbb {Q} (\omega ,\theta )} де θ є кубічним коренем 2, і ω є кубічним коренем 1 (не рівним 1). Наприклад можна взяти {\displaystyle \theta ={\sqrt[{3}]{2}}} (дійсний кубічний корінь), і {\displaystyle \omega ={\frac {-1}{2}}+i{\frac {\sqrt {3}}{2}}.}
Група Галуа {\displaystyle G={\text{Gal}}(K/\mathbb {Q} )} має шість елементів, і є ізоморфною групі перестановок трьох елементів. Її можна згенерувати двома елементами f і g, які визначаються за допомогою їх дії на θ і ω,
{\displaystyle f(\theta )=\omega \theta ,\quad f(\omega )=\omega ,}
{\displaystyle g(\theta )=\theta ,\quad g(\omega )=\omega ^{2},}
і тому
{\displaystyle G=\left\{1,f,f^{2},g,gf,gf^{2}\right\}.}
Підгрупами G і відповідними підполями є:
- Уся група G, що відповідає базовому полю {\displaystyle \mathbb {Q} } і тривіальна група {1}, що відповідає усьому полю K.

- Підгрупа порядку 3 з елементами {\displaystyle \{1,f,f^{2}\}.} Відповідним підполем є {\displaystyle \mathbb {Q} (\omega ),} яке є розширенням степеня 2 над {\displaystyle \mathbb {Q} } (мінімальний многочлен елемента ω є {\displaystyle x^{2}+x+1}), що є рівним індексу підгрупи у групі G. Також ця підгрупа є нормальною, і тому відповідне підполе є нормальним розширенням поля {\displaystyle \mathbb {Q} .}

- Три підгрупи порядку 2, а саме {\displaystyle \{1,g\},\{1,gf\}} і {\displaystyle \{1,gf^{2}\},}. Їм відповідають три підполя {\displaystyle \mathbb {Q} (\theta ),\mathbb {Q} (\omega \theta ),\mathbb {Q} (\omega ^{2}\theta ).} Ці підполя є розширеннями степеня 3 над {\displaystyle \mathbb {Q} ,}. Ці підгрупи не є нормальними у G і тому підполя теж не є нормальними розширеннями над {\displaystyle \mathbb {Q} .} Наприклад, {\displaystyle \mathbb {Q} (\theta )} містить лише один корінь многочлена {\displaystyle x^{3}-2,}.

## Приклад 3
Нехай {\displaystyle E=\mathbb {Q} (\lambda )} — поле раціональних функцій аргумента {\displaystyle \lambda } і
{\displaystyle G=\left\lbrace {\lambda ,{\frac {1}{1-\lambda }},{\frac {\lambda -1}{\lambda }},{\frac {1}{\lambda }},{\frac {\lambda }{\lambda -1}},1-\lambda }\right\rbrace \subset {\rm {Aut}}(E)}.
З операцією композиції відображень {\displaystyle G} є групою ізоморфною {\displaystyle S_{3}}.
Нехай {\displaystyle F} — фіксоване поле групи {\displaystyle G}, тоді {\displaystyle {\rm {Gal}}(E/F)=G}.
Якщо {\displaystyle H} є підгрупою {\displaystyle G} то коефіцієнти многочлена
{\displaystyle P(T):=\prod _{h\in H}(T-h)\in E[T]}
породжують фіксоване поле групи {\displaystyle H}. Відповідність Галуа означає, що кожне проміжне поле у {\displaystyle E/F} може бути одержание таким чином. Наприклад якщо {\displaystyle H=\{\lambda ,1-\lambda \}} то фіксованим полем є {\displaystyle \mathbb {Q} (\lambda (1-\lambda ))}, якщо {\displaystyle H=\{\lambda ,1/\lambda \}} то фіксованим полем є {\displaystyle \mathbb {Q} (\lambda +1/\lambda )}.

## Застосування
Основна теорема зводить питання існування проміжних полів до питання про існування підгруп деякої скінченної групи (так як порядок групи Галуа дорівнює розмірності розширення), багато завдань теорії Галуа вирішуються простим застосуванням основної теореми.
Наприклад, питання про можливість розв'язання рівняння в радикалах зазвичай формулюють так: чи можна записати корені даного многочлена через його коефіцієнти, використовуючи лише арифметичні операції і операцію одержання кореня n-го степеня. Мовою теорії полів це питання можна сформулювати так: розглянемо поле F, породжене коефіцієнтами многочлена і поле E, отримане приєднанням його коренів. Чи існує такий ланцюжок проміжних полів
{\displaystyle E=K_{n}\supset K_{n-1}\supset \ldots \supset K_{1}\supset K_{0}=F}
що {\displaystyle K_{i+1}=K_{i}(\alpha )}, де {\displaystyle \alpha } — корінь рівняння {\displaystyle x^{n}-a,a\in K_{i}}, причому поле {\displaystyle K_{i}} містить всі корені рівняння {\displaystyle x^{n}-1}. В цьому випадку можна довести, що відповідний ряд підгруп групи Галуа має властивість, що факторгрупа {\displaystyle G_{i}/G_{i-1}} існує і є циклічною. Групи, для яких існує хоча б один ряд з такою властивістю, називаються розв'язними. Таким чином, рівняння розв'язується в радикалах тоді і тільки тоді, коли його група Галуа є розв'язною. Такі теорії, як теорія Куммера і теорія полів класів, ґрунтуються на фундаментальній теоремі теорії Галуа.